# ألبلا

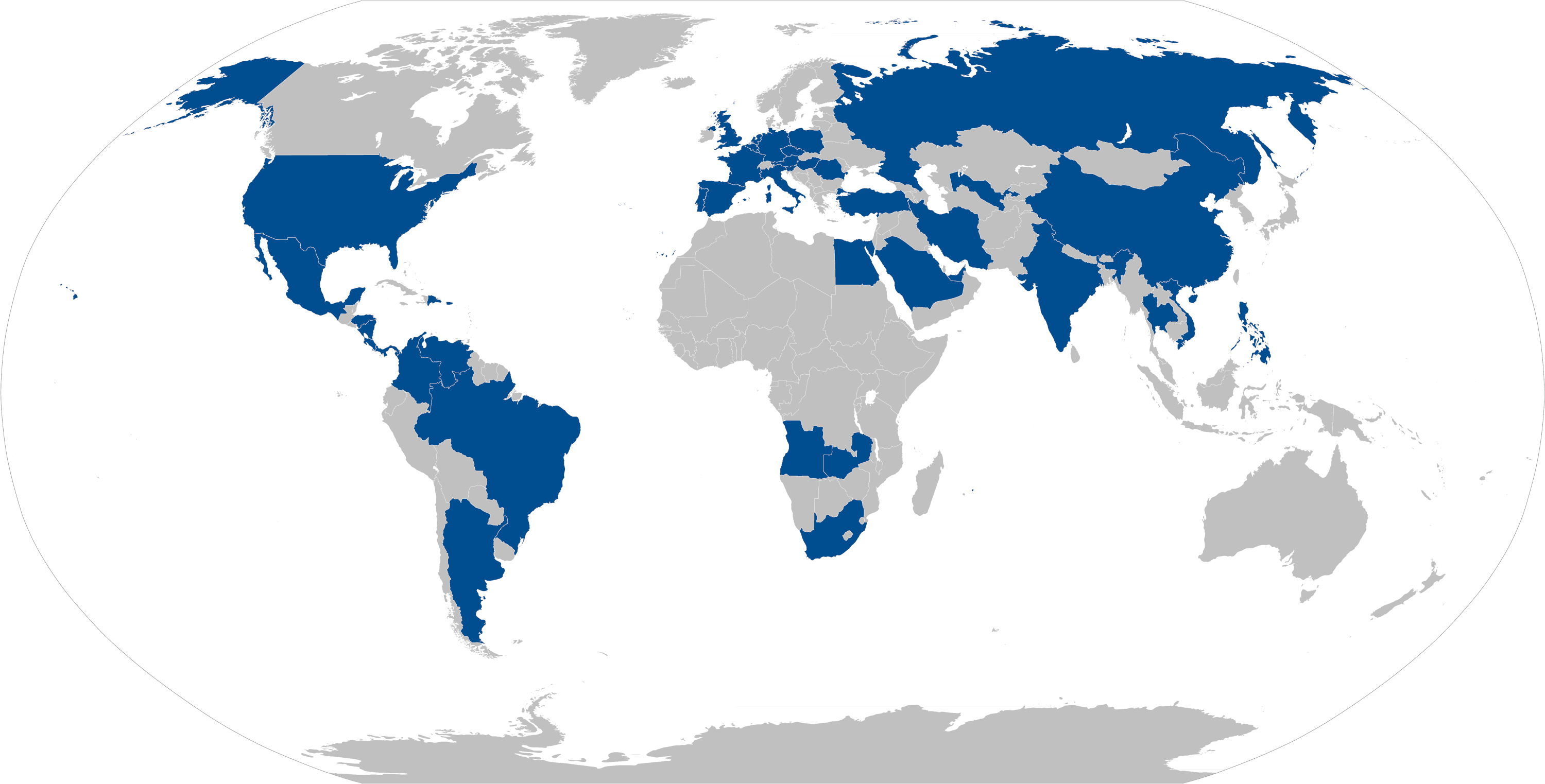
مجموعة ألبلا في جميع أنحاء العالم

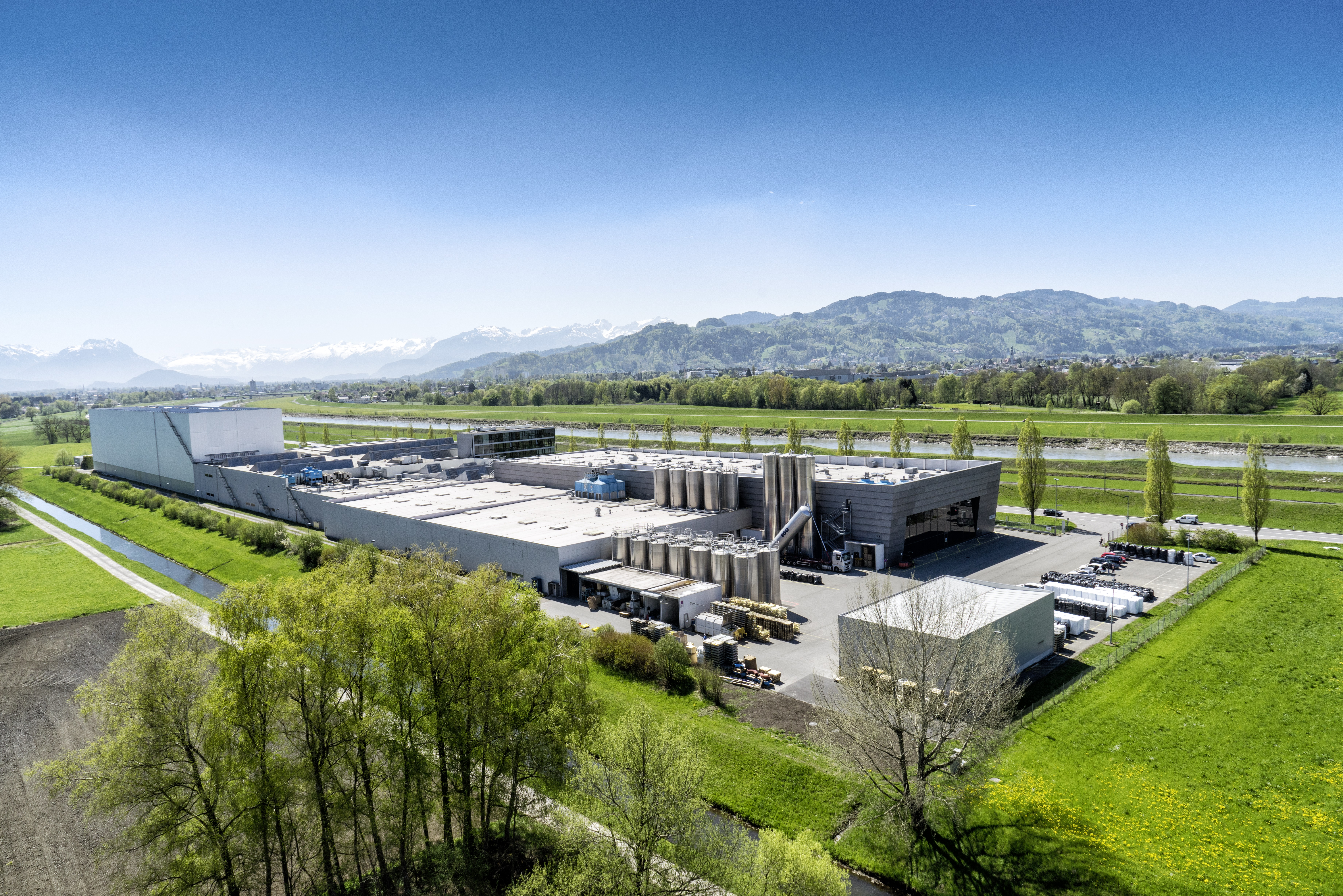
مصنع فوساتش

ألبلا ، أو مجموعة ألبلا هي شركة نمساوية وعالمية لتصنيع البلاستيك وإعادة تدوير البلاستيك ومقرها في مدينة هارد ، وهي متخصصة في الزجاجات والأغطية المقولبة بالنفخ ، والأجزاء المقولبة بالحقن ، والتشكيلات والأنابيب. إنها واحدة من أكبر منتجي حلول التغليف البلاستيكية الصلبة في جميع أنحاء العالم، مع إجمالي 190 مصنع إنتاج في 46 دولة حول العالم، تقريبًا. يعمل بها 23300 موظف و بحجم مبيعات سنوية 5.10 مليار يورو في 2022.  في أوائل عام 2021، أعلنت مجموعة ألبلا أنها ستستثمر ما متوسطه 50 مليون يورو سنويًا حتى عام 2025 في التوسع المستمر لأنشطة إعادة التدوير الخاصة بها.